# Día Internacional de la Zurdera
El Día Internacional del Zurdo es una jornada internacional promovida por Dean R. Campbell, fundador de Lefthanders International, Inc. Tiene lugar el 13 de agosto de cada año desde 1976, y pretende dar a conocer y ayudar a reducir las dificultades que encuentran las personas zurdas en una sociedad predominantemente diestra, como tener que usar herramientas pensadas para diestros y diversas situaciones de discriminación (Por ejemplo, Los emoji de WhatsApp están con la mano derecha.) e incluso acoso. Este día celebra la sinistralidad - o tener una mano izquierda más eficiente - y crea conciencia sobre las ventajas y desventajas de ser zurdo.
La primera tienda para zurdos se abrió en Londres, en el año 1968, y se llama 'Anything Left-Handed' ('Todo zurdo'). Aquí se pueden encontrar tijeras para zurdos, relojes, bolígrafos, lapiceros, palos de golf, etc.